# 小倉史也
小倉 史也（おぐら ふみや、1997年6月10日 - ）は、日本の俳優である。NEWSエンターテインメントを経てハイエンド所属。2025年上半期TV-CM会社数ランキングで8位にランクインした。

## 出演

### テレビドラマ
- 月曜ミステリー劇場 弁護士 朝吹里矢子 -贈る証言-（2001年11月5日、TBS） - 生野浩樹 役
- はぐれ刑事純情派PART15 第18回（2002年7月31日、テレビ朝日） - 井川亮 役
- 金曜エンタテイメント 実録 福田和子（2002年8月2日、フジテレビ） - 福田陽介 役
- 月曜ミステリー劇場 探偵 左文字進 第6作 -避暑地の殺人者-（2002年10月7日、TBS） - 森田祐太朗 役
- 火曜サスペンス劇場 生死不明（2003年1月28日、日本テレビ） - 馬渕淳一 役
- 火曜サスペンス劇場 街の医者・神山治郎4（2003年2月4日、日本テレビ） - 田端順 役
- 金曜エンタテイメント 買物代行人桃子の冒険（2003年4月4日、フジテレビ） - 和泉公平（幼少） 役
- 連続テレビ小説 天花（2004年、NHK） - みつる 役
- はぐれ刑事純情派PART17 第7回（2004年8月25日、テレビ朝日） - 川上直 役
- アットホーム・ダッド（2004年、フジテレビ） - 園児 役
- 夜の連続ドラマ 愛と友情のブギウギ（2005年、NHK総合テレビ） - 水野涼 役
- Ns'あおい 第6話（2006年2月14日、フジテレビ） - 笠井守 役
- 火曜サスペンス劇場 6月の花嫁・マリーゴールド（2005年6月14日、日本テレビ） - 佐久間亮 役
- 超星艦隊セイザーX（2005年、テレビ東京）
- 刑事部屋〜六本木おかしな捜査班〜（2005年、テレビ朝日） - 姫野海斗 役
- DRAMA COMPLEX 私が私であるために（2006年10月10日、日本テレビ） - のぼる 役
- 太陽クラブ（2006年12月3日、テレビ東京） - ダンサー 役
- 土曜ドラマ ディロン〜クリスマスの約束（2006年12月23日、NHK総合テレビ） - 友人 役
- 愛の劇場 マイフェアボーイ（2007年6月 - 7月、TBS） - 土橋駿 役
- 愛の劇場 愛のうた!（2007年、TBS） - 勝 役
- 孤独のグルメ Season10 第12話（2022年12月24日、テレビ東京） - 若い男性客 役
- おいハンサム!!2 最終話（2024年5月25日、東海テレビ・フジテレビ） - ケーキを持ってくるカップル 役
- DOPE 麻薬取締部特捜課 第5話 - （2025年8月1日 - 、TBS） - 異能力者ハンター・藤川 役[2]

### 映画
- 平次郎長一家（Vシネマ） - 太一 役
- KIDS（2008年） - 公園の子ども 役
- 20世紀少年（2008年） - ヨシツネ（幼少） 役
- PLAY!〜勝つとか負けるとかは、どーでもよくて〜（2024年） - 小西亘 役[3]

### 海外アニメ
- フランケンウィニー（ナソル）

### CM
- キヤノン ココロをつなぐEOS Kissデジタル - 友人 役
- 富士通ゼネラル nocria
- マクドナルド「ハッピーセット」ワンピース篇
- ENEOS 雪合戦篇
- JT「森について考える午後」 - 上司を呼び捨てする部下 役
- 三菱地所「三菱地所と次にいこう。」空飛ぶクルマ篇
- Galaxy S24 Ultra「影を消すのもこんなに簡単」篇 - アフロヘアーのパンク青年 役
- Zキャリア「正社員になるならZキャリア 正社員になろうZ！15秒篇」

### 配信ドラマ
- 飛鳥クリニックは今日も雨（2025年4月17日、Lemino）[4]
- 君は武道館に立てない（2025年7月9日 - 、BUMP） - マサノリ 役[5][6]